# Fruta del bosque
Las frutas del bosque, frutos "rojos" o bayas silvestres son pequeñas frutas comestibles  correspondiente a bayas, drupas o similares, que antiguamente no se cultivaban; y que se desarrollan generalmente en arbustos o en pequeños árboles que crecen y/o crecían 
de forma silvestres y/o asilvestrados. 

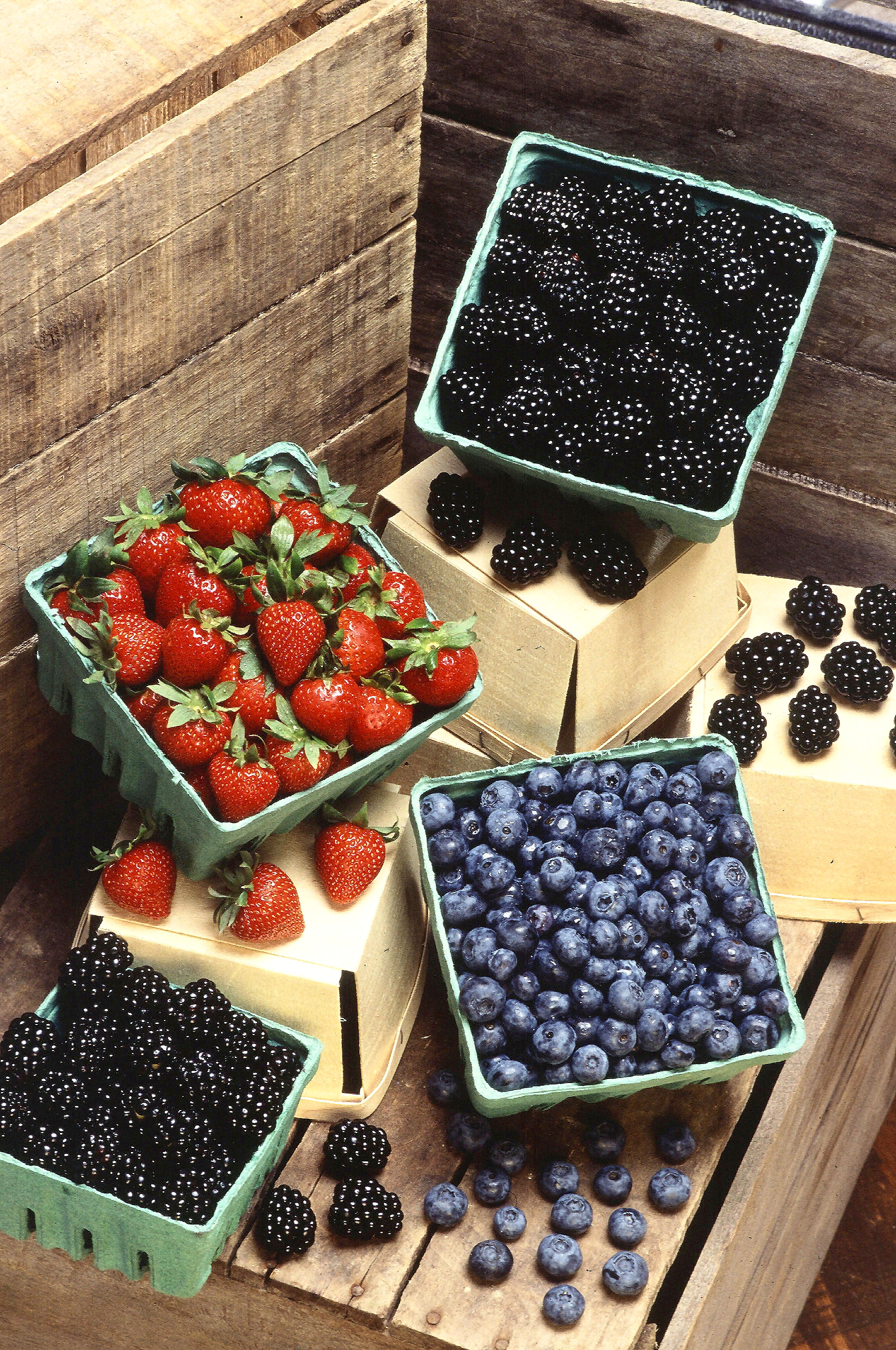
Frutas del bosque: zarzamoras, fresas y arándanos

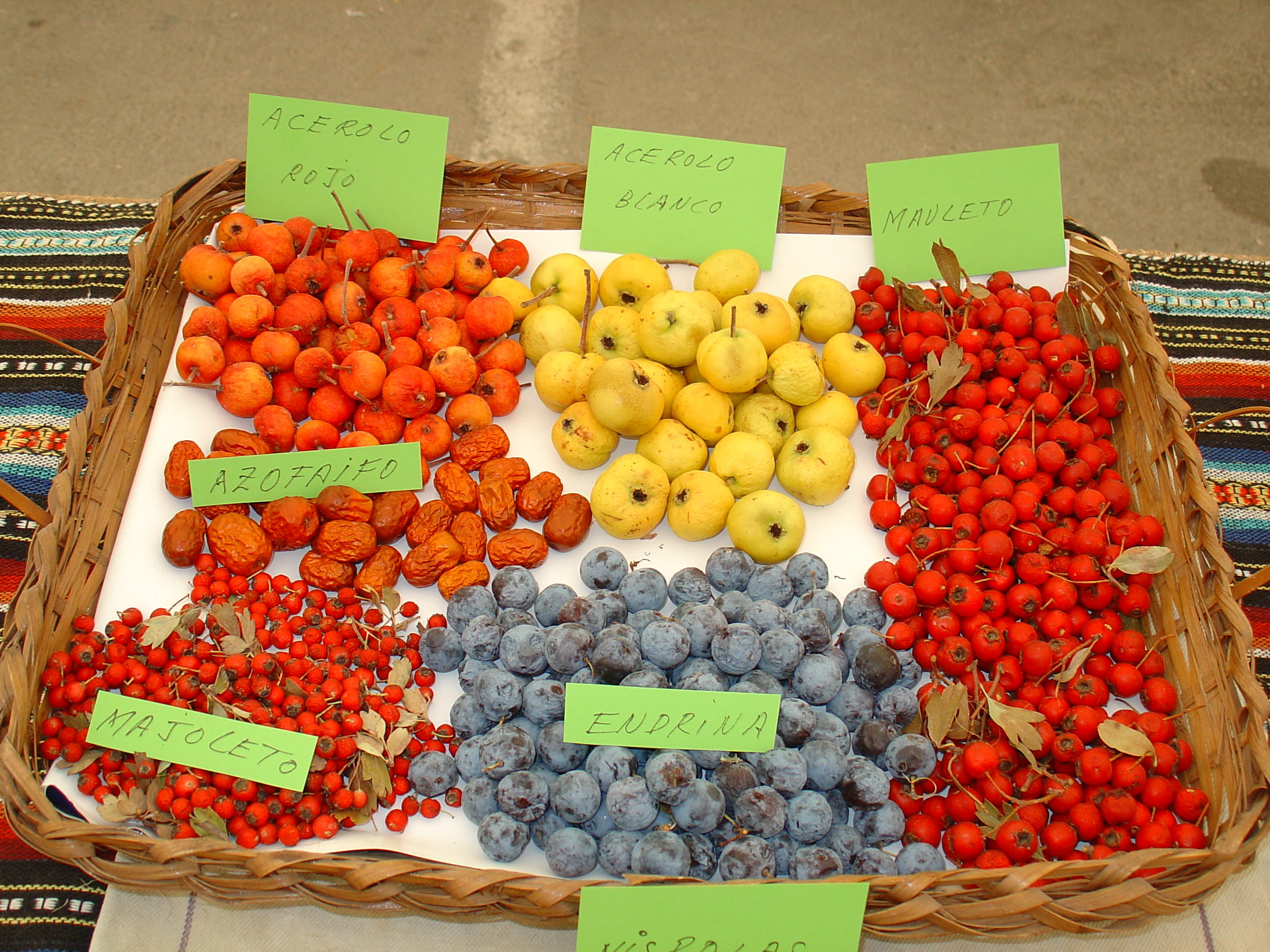
Frutos otoñales en Murcia: acerolo rojo y blanco (Crataegus azarolus), azofaifo (Ziziphus jujuba bajo los acerolos rojos), majoleto (Crataegus monogyna bajo los azofaifos) y endrina (Prunus spinosa bajo los acerolos blancos).

## Historia
En la antigüedad, muchos pueblos originarios basaban parte de su dieta en el consumo de las bayas y otros pequeños frutos del bosque, y conocían la correcta preparación de los frutos que recolectaban para su consumo seguro. En Europa, en la época medieval, los bosques pertenecían al señor feudal, y las frutas del bosque que en él crecían podían ser recolectadas por los campesinos pero, a cambio, debían pagarle al señor por consumirlas.
En la actualidad, en el idioma español, los términos frutas del bosque, frutos "rojos", o bayas (como término coloquial) se utilizan para referirse a los frutos silvestres, principalmente de clima templado (atlántico, continental y, en menor medida, mediterráneo), generalmente de tamaño reducido, que son recolectados o producidos en diferentes localidades. Estos son utilizados principalmente para su consumo en fresco y la elaboración de mermeladas, conservas, pasteles o tartas a partir de ellos.

## Características
En lenguaje común, se llama frutas del bosque a las frutas pequeñas, dulces (o ácidas), jugosas y normalmente intensamente coloreadas, las cuales son obtenidas de arbustos o de árboles de pequeño tamaño, que crecen de forma silvestres o asilvestrados. 
Existe una gran variedad de bayas o frutas silvestres del bosque que son comestibles, pero de igual forma se debe tener cuidado, porque también hay muchas especies similares de frutos que son venenosos o tóxicos; por lo que se debe tener previamente bien identificada la especie del fruto a recolectar, y los requerimientos para su consumo seguro (algunas frutas consideradas comestibles requieren estar bien maduras o cocidas para su consumo seguro), o igualmente ser previamente cocidas o endulzadas al ser astringentes o amargas o agrias al estar crudas. 
Debido al contraste con los colores de fondo y sus colores llamativos, las frutas del bosque son más atractivas a los animales que las ven, ayudando así a la dispersión de las semillas de la planta. 
Los fuertes colores de las frutas del bosque son pigmentos sintetizados por la planta. Algunas investigaciones han descubierto propiedades medicinales de los polifenoles pigmentados, como flavonoides, antocianinas, taninos y otros fitoquímicos, localizados principalmente en la piel y semillas de estas pequeñas frutas. Muchas frutas del bosque tienen pigmentos antioxidantes y una alta capacidad de absorción de radicales de oxígeno («ORAC») entre alimentos vegetales.

## Lista de frutos del bosque
En general se consideran frutas del bosque a las siguientes frutas silvestres o asilvestradas:
- Los Vaccinium (arándanos)
  - El arándano azul
  - El arándano rojo
  - El agraz silvestre
  - El  mortiño
  - El mirtilo

- Los berberis
  - El calafate
  - El michay
  - La mahonia
  - El agracejo

- Las Loniceras (madreselvas)
  - La madreselva azul
  - La  madreselva naranja

- Las Prunus
  - La cereza silvestre
  - La guinda
  - La endrina

- Las Fragarias (fresas)
  - La fresa silvestre
  - La frutilla o fresón

- Las Vitis (uvas)
  - La muscadinia
  - La labrusca
  - La amurensis

- Las Ribes (grosellas y zarzaparrillas)
  - La grosella o zarzaparrilla roja
  - La grosella negra o zarzaparrilla negra
  - La grosella alpina
  - La grosella espinosa

- Las Rubus (frambuesas y zarzamoras)
  - La frambuesa
  - La zarzamora común
  - La zarza logan
  - La zarza pajarera
  - La zarzamora magallánica
  - La zarzamora andina
  - La zarzamora amarilla del Himalaya
  - La zarzamora de los pantanos

- Las Moráceas (moreras y macluras)
  - La mora negra
  - La mora blanca
  - La maclura china
  - La maclura australiana

- Las Ericáceas
  - La gaulteria
  - La chaura
  - El brecillo o murtilla de Magallanes
  - El axocopaque
  - La camarina negra
  - La gayuba negra

- Las Murtillas
  - La murta o murtilla chilena
  - El tautau o murtilla "blanca"
  - El arrayancillo o murtilla "negra"
  - El huarapo
  - El midgen

- Las lumas
  - El quetri o arrayán chileno
  - El chequén
  - El cauchao
  - El melí

- Las pataguas
  - La pitra
  - La petra
  - El rarán
  - La petagua

- Las Aristotelias
  - El maqui
  - El mako o mako-mako

- Los Celtis
  - El lodoño
  - La almecina
  - El almez americano

- Los Arbutus
  - El madroño mediterráneo
  - El madroño oriental

- Los Cornejos
  - El cornejo
  - EL kousa

- Los Maleaes
  - Las Malus (manzanitas silvestres)
    - El manzanito florentino
    - La manzanita china

  - Los Crataegus
    - El acerolo
    - El mojuelo
    - El tejocote

  - Los Amelanchier (guillomos)
    - El guillomo saskatun
    - El guillomo de Canadá
    - El guillomo europeo

  - El cerote o espino de páramo
  - El  heteromeles
  - El eriolobus
  - El rafiolepis
  - El osteomeles
  - El piracanta
  - El durillo dulce
  - La aronia

- Los Serbales
  - El azarollo
  - El serbal de cazadores

- Los Elaeagnaceaes
  - El cambrón
  - El cinamomo
  - La soopolallie

- Los Ziziphus
  - El azufaifo o jujube
  - El arto

- Los escaramujos y similares (no en crudo, pero sí en mermeladas e infusiones)
  - La rosa mosqueta
  - El rosal silvestre
  - La rosa castaña

- Los frutos de Saucos y similares 
  - El saúco negro
  - El lentago
  - El blackhaw

- Las solanáceas
  - El goji
  - El aguaymanto o physalis
  - La vila o vila-vila
  - El Jaltomate

- Las efendras
  - El solupe
  - El pingopingo

- Las bromeliaceas
  - El chupón
  - La chupalla

- Las "bayas" de coníferas
  - El enebro común
  - El lleuque
  - El kahikatea
  - El illawarra

- Otros
  - El chapote
  - El Asaí
  - La jabuti
  - El huingán
  - El piquillin
  - El pompón
  - La kayaba
  - El natal
  - El kiwiño
  - La quilineja
  - La leycesteria
  - La aronia
  - La soopolallie
  - El elaeocarpo
  - La idesia
  - La schisandra
  - El zumaque liso
  - La callicarpa
  - La perlilla